# Културни центар Крушевац
Културни центар Крушевац (скраћено КЦК) је установа културе у Крушевцу, налази се у Топличиној улици 2. Зграда је подигнута 1939. године, а корисна површина објекта се простире на 1547,30 квадратних метара. Бочно од улаза у Културни центар, у Видовданској улици, је смештена дворана Крушевачког позоришта.